# Lespouey
Lespouey é uma comuna francesa na região administrativa de Occitânia, no departamento dos Altos Pirenéus. Estende-se por uma área de 2,96 km². Em 2010 a comuna tinha 215 habitantes (densidade: 72,6 hab./km²).